# Hampsonodes aperiens
Hampsonodes aperiens är en fjärilsart som beskrevs av Walker 1857. Hampsonodes aperiens ingår i släktet Hampsonodes och familjen nattflyn. Inga underarter finns listade i Catalogue of Life.